# Effectif saison par saison du Hyères Toulon Var Basket
 (octobre 2023).
Si vous disposez d'ouvrages ou d'articles de référence ou si vous connaissez des sites web de qualité traitant du thème abordé ici, merci de compléter l'article en donnant les références utiles à sa vérifiabilité et en les liant à la section « Notes et références ».
 (octobre 2023).
Cette page présente l'effectif saison par saison du Hyères Toulon Var Basket de 2008 à 2012.

## Saison 2008-2009
Entraîneur : Alain Weisz  France
| Nom              | Nationalité | Taille | Né le      | Poste            |
| Pierre Pierce    | États-Unis  | 1.93   | 07/06/1983 | Meneur / Arrière |
| Austin Nichols   | États-Unis  | 1.96m  | 08/04/1982 | Arrière          |
| Hrovje Perincic  | Croatie     | 1.95m  | 24/01/1978 | Arrière / Ailier |
| Kyle Milling     | France      | 2.05m  | 27/07/1974 | Intérieur        |
| Romain Dardaine  | France      | 2.00m  | 06/02/1988 | Ailier           |
| Rick Hughes      | États-Unis  | 2.03m  | 22/08/1973 | Intérieur        |
| Maxime Zianveni  | France      | 1.98m  | 29/12/1979 | Intérieur        |
| Vincent Masingue | France      | 2.05m  | 31/01/1976 | Pivot            |
| Cédric Ferchaud  | France      | 1.94m  | 15/07/1980 | Arrière          |
| Moustapha Sonko  | France      | 1.92m  | 14/06/1972 | Meneur / Arrière |
| Shawnta Rogers   | États-Unis  | 1.62m  | 05/01/1976 | Meneur           |
| Tyrone Grant     | États-Unis  | 2.01m  | 24/01/1977 | Intérieur        |

## Saison 2009-2010
Entraîneur : Alain Weisz  France
| Nom                | Nationalité | Taille | Né le      | Poste            |
| Pierre Pierce      | États-Unis  | 1.93   | 07/06/1983 | Meneur / Arrière |
| Derrick Obasohan   | Nigeria     | 1,99 m | 18/04/1981 | Ailier           |
| Hrovje Perincic    | Croatie     | 1,95 m | 24/01/1978 | Arrière / Ailier |
| Florent Tortosa    | France      | 1,97 m | 03/09/1989 | Ailier           |
| Nobel Boungou Colo | France      | 2,02 m | 24/06/1988 | Ailier           |
| Saer Sene          | Sénégal     | 2,11 m | 12/05/1986 | Intérieur        |
| Vincent Masingue   | France      | 2,05 m | 31/01/1976 | Pivot            |
| Laurent Legname    | France      | 1,85 m | 13/08/1977 | Meneur / Arrière |
| Daniel Horton      | États-Unis  | 1,87 m | 24/04/1984 | Meneur           |

## Saison 2010-2011
Entraîneur : Alain Weisz  France
| Nom                | Nationalité        | Taille | Né le      | Poste            |
| Kevin Houston      | États-Unis         | 1,93 m | 06/06/1985 | Meneur           |
| Jonte Flowers      | États-Unis         | 1,96 m | 12/04/1985 | Arrière / Ailier |
| Tony Washam        | États-Unis         | 1,99 m | 01/07/1982 | Ailier           |
| Shaun Fein         | États-Unis         | 1,91 m | 13/07/1978 | Arrière / Ailier |
| Nobel Boungou Colo | France             | 2,02 m | 24/06/1988 | Ailier           |
| Rick Hughes        | États-Unis         | 2,06 m | 22/08/1973 | Pivot            |
| Damir Krupalija    | Bosnie-Herzégovine | 2,04 m | 13/06/1979 | Intérieur        |
| Laurent Legname    | France             | 1,85 m | 13/08/1977 | Meneur / Arrière |
| Paccelis Morlende  | France             | 1,90 m | 19/04/1984 | Meneur/Arrière   |
| Tony Dobbins       | France             | 1,92 m | 23/08/1981 | Arrière/Ailier   |

## Saison 2011-2012
Entraîneur : Alain Weisz  France
| Nom               | Nationalité | Taille | Né le      | Poste                |
| Axel Julien       | France      | 1,85 m | 27/07/1992 | Meneur               |
| Paccelis Morlende | France      | 1,90 m | 19/04/1984 | Meneur/Arrière       |
| Souarata Cissé    | France      | 1,96 m | 16/01/1986 | Arrière / Ailier     |
| Shaun Fein        | France      | 1,91 m | 13/07/1978 | Arrière              |
| Mouhammad Faye    | Sénégal     | 2,06 m | 14/09/1985 | Ailier / Ailier fort |
| Kareem Reid       | États-Unis  | 1,78 m | 27/08/1975 | Meneur               |
| Louis Labeyrie    | France      | 2,09 m | 11/02/1992 | Pivot                |
| Rick Hughes       | États-Unis  | 2,06 m | 22/08/1973 | Pivot                |
| Rolan Roberts     | États-Unis  | 1,98 m | 24/04/1978 | Meneur               |
| Thomas Terrell    | États-Unis  | 2,01 m | 05/09/1979 | Ailier fort          |